# Ксеростомія
Ксеростомія, також відома як синдром сухого рота, — це сухість у роті, яка може бути пов'язана зі зміною складу слини, або зменшеним слиновиділенням, або не має визначеної причини.
Цей симптом дуже поширений і часто вважається побічним ефектом багатьох видів ліків. Він частіше зустрічається у людей похилого віку (в основному через те, що ця група, як правило, приймає кілька препаратів) і у осіб, які дихають ротом . Зневоднення, променева терапія із залученням зони слинних залоз, хіміотерапія та низка захворювань можуть спричинити зменшене слиновиділення (гіпосалівацію) або зміну консистенції слини, а отже, скаргу на ксеростомію. Іноді причина не може бути виявлена, а інколи ця скарга може бути психогенною.

## Визначення
Ксеростомія — це суб'єктивне відчуття сухості в роті, яке часто (але не завжди) пов'язане з гіпофункцією слинних залоз. Термін походить від грецьких слів ξηρός (Xeros), що означає «сухий» і στόμα (стома), що означає «рот». Лікарський засіб або речовина, що збільшує швидкість потоку слини, називається сіалогог.
Гіпосалівація — це клінічний діагноз, який встановлюється на підставі анамнезу та обстеження коли наявне об'єктивне зменшення виділення слини.
Гіпофункція слинних залоз визначається як будь-яке об'єктивно демонстративне зниження загального слиновиділення / або слиновиділення окремих залоз.
Нестимульована швидкість загального слиновиділення у нормальної людини становить 0,3–0,4 мл на хвилину, показник нижче 0,1 мл/хв є значуще аномальним. Стимульоване слиновиділення менше 0,5 мл на залозу за 5 хвилин або менше 1 мл на залозу за 10 хвилин вважається зменшеним.
Термін суб'єктивна ксеростомія іноді використовується для опису симптому за відсутності будь-яких клінічних доказів сухості.
Ксеростомія також може бути наслідком зміни складу слини (від серозної до слизової). Дисфункція слинних залоз — це загальний термін наявності ксеростомії, гіпосалівації слинної залози та гіперсалівації.

## Ознаки та симптоми

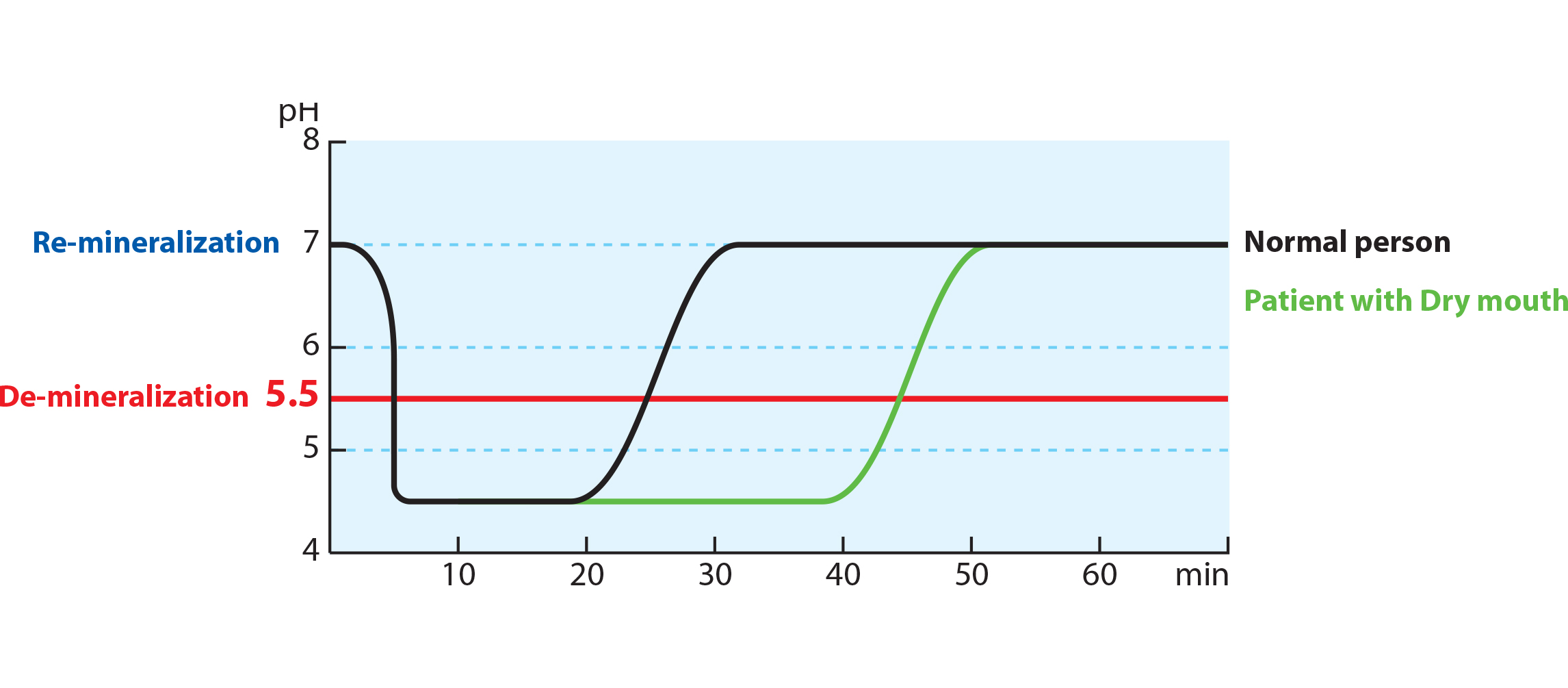
Діаграма, що зображує зміни кислотності в роті після вживання їжі з високим вмістом вуглеводів. Протягом 5 хв кислотність у роті зростає. У людей з нормальним слиновиділенням кислота буде нейтралізуватися приблизно за 20 хв. Людям із сухим ротом часто потрібно вдвічі більше часу, щоб нейтралізувати кислоту у роті, що збільшує ризик ерозії та руйнування зубів

Гіпосалівація може спричиняти такі ознаки та симптоми:
- Карієс зубів (карієс, пов'язаний з ксеростомією) — без буферної дії слини руйнування зубів стає загальною ознакою і може прогресувати набагато агресивніше, ніж це було б у іншому випадку («нестримний карієс»). Можуть уражатися поверхні зубів, які зазвичай не страждають, наприклад, карієс шийки та карієс на кореневій поверхні. Це часто спостерігається у пацієнтів після променевої терапії із залученням основних слинних залоз, що отримало назву «променевий карієс». Тому важливо, щоб будь-які засоби, що використовуються для боротьби з симптомами сухості у роті, не містили цукру, оскільки наявність цукру в роті підтримує ріст бактерій, внаслідок чого утворюється кислота та розвивається карієс.[7]
- Кислотна ерозія. Слина діє як буфер і допомагає запобігти демінералізації зубів.[8]
- Оральний кандидоз — втрата антимікробної дії слини також може призвести до опортуністичної інфекції видами Candida .
- Висхідний (гнійний) сиаладеніт — інфекція основних слинних залоз (зазвичай привушної залози), яка може рецидивувати.[2] Це пов'язано з гіпосалівацією, оскільки бактерії здатні потрапляти в систему проток проти зменшеного потоку слини.[6] Може з'являтися набряк слинних залоз навіть без гострої інфекції, можливо викликаний аутоімунним ураженням.
- Дисгевзія — збочення смакового відчуття (наприклад, металевий смак)[1] та дизосмія, збочення нюху.
- Неприємний запах з рота — можливо, через підвищену активність біоплівки на задньо-дорсальній поверхні язика (хоча дисгевзія може викликати скарги несправжнього галитозу за відсутності гіпосалівації).
- Синдром печіння в роті — печіння або поколювання в роті.
- Слина, яка здається густою або такою, що містить тяжі.
- Слизова, яка здається сухою.
- Нестача слини на дні рота під час огляду.
- Дисфагія — утруднене ковтання та жування, особливо при вживанні сухої їжі. Під час їди їжа може прилипати до слизової.
- Прилипаня язика до піднебіння, що викликає шум клацання під час мовлення, або злипання губ.
- Рукавички або зубне дзеркало можуть прилипати до слизової.
- Складчастий язик з атрофією ниткоподібних сосочків і часточковим, еритематозним виглядом язика.[9]
- Слину не можна «видоїти» (із зусиллям) з привушної протоки .
- Утруднене носіння протезів, наприклад, при ковтанні чи розмові. Можуть бути генералізована болючість слизової оболонки та виразки ділянок, охоплених протезом.
- Подразненість рота та мукозит ротової порожнини.
- Помада або їжа можуть прилипати до зубів.
- Потреба у частому питті напоїв під час розмови або їжі.
- Сухі, болючі і потріскані губи та кути рота.
- Спрага.

Однак іноді клінічні прояви не корелюють з суб'єктивними симптомами. Наприклад, людина з ознаками гіпосалівації може не скаржитися на ксеростомію. І навпаки, людина, яка повідомляє про ксеростомію, може не виявляти ознак зниженого виділення слини (суб'єктивна ксеростомія). В останньому сценарії часто зустрічаються інші ротові симптоми, що свідчать про оральну дизестезію («синдром печіння рота»). Деякі не ротові симптоми можуть виникати разом з ксеростомією.
До них належать:
- Ксерофтальмія (сухість очей).[1]
- Нездатність плакати.
- Затуманений зір.
- Фотофобія (непереносимість світла).
- Сухість інших слизових, наприклад, носової, гортанної та / або генітальної.
- Відчуття печіння.
- Свербіж або відчуття «піску».
- Дисфонія (зміни голосу).

Можуть бути й інші системні ознаки та симптоми, якщо є основна причина, наприклад , синдром Шегрена наприклад, біль у суглобах через супутній ревматоїдний артрит .

## Диференціальний діагноз
Диференціальний діагноз гіпосалівації суттєво перегукується з таким при ксеростомії. Зниження вироблення слини до приблизно 50 % від нормального нестимульованого рівня зазвичай призводить до відчуття сухості в роті. Змінений склад слини також може бути причиною ксеростомії.

### Фізіологічні
Слиновиділення знижується під час сну, що може призвести до минущого відчуття сухості у роті при прокиданні. Воно зникає при їді, питті або гігієні ротової порожнини. Коли воно поєднане з галітозом, іноді це називають «ранковим диханням».
Сухість у роті також є звичайним відчуттям у періоди тривоги, ймовірно, через посилений симпатичний вплив. Як відомо, зневоднення спричиняє гіпосалівацію — результат намагання організму зберегти рідину.
Фізіологічні вікові зміни тканини слинних залоз можуть призвести до помірного зменшення виділення слини та частково пояснити збільшення поширеності ксеростомії у літніх людей. Однак, вважається, що поліпрагмазія (одночасне призначення багатьох лікарських засобів) є основною причиною в цій групі. Значущого зниження слиновиділення тільки через старіння, зазвичай, не спостерігається.

### Дія лікарських засобів
Крім фізіологічних причин ксеростомії, найпоширенішою причиною є ятрогенія. Ліки, які, як відомо, викликають ксеростомію, можна назвати ксерогенними. Понад 400 препаратів пов'язано з ксеростомією, деякі з них перераховані в таблиці 1. Хоча ксеростомія, викликана лікарськими засобами, зазвичай оборотна, показання, за якими призначають ці ліки, часто є хронічними. Ймовірність виникнення ксеростомії збільшується відносно загальної кількості прийнятих медикаментів, незалежно від того, є окремі ліки ксерогенними чи ні. Відчуття сухості, як правило, починається незабаром після початку прийому ліків, або після збільшення дози. Зазвичай за цю дію відповідальні антихолінергічні, симпатоміметичні або сечогінні препарати.

### Синдром Шегрена
Ксеростомія може бути викликана аутоімунними станами, які пошкоджують клітини, що виробляють слину. Синдром Шегрена є одним із таких захворювань, і він пов'язаний із симптомами, включаючи втому, міалгію та артралгію . Хвороба характеризується запальними змінами вологопровідних залоз у всьому організмі, що призводить до зменшення виділень із залоз, які виробляють слину, сльози та інші виділення по всьому організму. Первинний синдром Шегрена — поєднання сухих очей та ксеростомії. Вторинний синдром Шегрена є ідентичним первинній формі, але з додаванням комбінації інших захворювань сполучної тканини, таких як системний червоний вовчак або ревматоїдний артрит .

### Целіакія
Ксеростомія може бути єдиним симптомом целіакії, особливо у дорослих, які часто не мають явних травних симптомів.

### Радіотерапія
Променева терапія раку голови та шиї (включаючи брахітерапію раку щитоподібної залози), де слинні залози розташовані поблизу або в межах поля опромінення, є ще однією основною причиною ксеростомії. Дози опромінення 52 Гр є достатніми, щоб викликати важке порушення слиновиділення. Променева терапія раку органів порожнини рота, як правило, включає дозу до 70 Гр, часто застосовується разом з хіміотерапією, яка також може мати згубний вплив на вироблення слини.

### Синдром Сікка
«Сікка» просто означає сухість. Синдром Сікка не є специфічним станом, і існують різні визначення, але цей термін може описувати сухість порожнини рота та очей, що не викликається аутоімунними захворюваннями (наприклад, синдром Шегрена).

### Інші причини
Сухість у роті також може бути викликана диханням через рот зазвичай спричиненим частковою закупоркою верхніх дихальних шляхів . Приклади включають крововилив, блювання, діарею та гарячку .
Алкоголь може бути причетним до причини захворювань слинних залоз, захворювань печінки або зневоднення.
Куріння — ще одна можлива причина. Можуть бути задіяні інші наркотичні засоби, такі як метамфетамін, каннабіс, галюциногени, або героїн .
Гормональні порушення, такі як погано контрольований діабет, хронічна реакція трансплантата проти хазяїна або мале споживання рідини у людей, які проходять гемодіаліз через порушення функції нирок, також можуть спричинити ксеростомію через зневоднення.
Ксеростомія може бути наслідком зараження вірусом гепатиту С (HCV). Рідкісною причиною дисфункції слинних залоз може бути саркоїдоз .
Інфекція вірусом імунодефіциту людини (ВІЛ) / синдром набутого імунодефіциту (СНІД) може викликати споріднене захворювання слинних залоз, відоме як синдром дифузного інфільтративного лімфоцитозу (DILS).

## Діагностичний підхід
Діагноз гіпосалівації ґрунтується переважно на клінічних ознаках та симптомах. Шкала Халлакомба може використовуватися для класифікації ступеня сухості. Також може бути визначена швидкість потоку слини в роті. Кореляція між симптомами та об'єктивними тестами слиновиділення (наприклад сіалометрія) є низькою.
Сіалометрія є простим і неінвазивним тестом що полягає у вимірюванні об'єму всієї слини, яку пацієнт виділяє протягом певного часу, (випльовує її в контейнер). Сіалометрія може оцінити стимульоване та нестимульоване слиновиділення. Стимульоване слиновиділення визначається за допомогою стимулятора, такого як 10 % лимонна кислота, що капають на язик, після чого збирають всю слину, яка стікає з одного з привушних сосочків протягом 5-10 хвилин. Нестимульоване слиновиділення в цілому більше корелює з симптомами ксеростомії, ніж стимульоване.
Сіалографія передбачає введення радіопрозорого барвника, такого як йод у протоку слинної залози. Вона може виявити закупорку протоки каменем. Сканування с використанням технецію використовується рідко.
До інших методів візуалізації, які можуть бути використані, належать рентген грудної клітки (щоб виключити саркоїдоз), ультрасонографія та магнітно-резонансна томографія (для виключення синдрому Шегрена чи пухлини). Мала біопсія слинної залози, зазвичай береться з губи. Вона може бути проведена, якщо є підозра на органічне захворювання слинних залоз. Для виключення низки можливих причин можуть бути залучені аналізи крові та аналіз сечі. Для дослідження ксерофтальмії може бути показано тест Ширмера. Також може бути проведене дослідження за допомогою щілинної лампи .

## Лікування
Успішного лікування ксеростомії важко досягти і воно часто є незадовільним. Воно передбачає пошук будь-якої причини, та, по можливості, її усунення. Але в багатьох випадках саму ксеростомію, виправити неможливо, і її лікування є симптоматичним, а також зосередженим на запобіганні руйнування зубів шляхом поліпшення гігієни ротової порожнини.
Якщо гіпосалівація є вторинним симптомом хронічного захворювання, ксеростомія може вважатися постійною або навіть прогресуючою. Управління дисфункцією слинних залоз може передбачати використання замінників слини та / або стимуляторів слиновиділення:
- Замінники слини — це в'язкі продукти, які наносяться на слизову оболонку ротової порожнини, які можна знайти у вигляді спреїв, гелів, олій, засобів для полоскання рота, полоскань для рота, пастилок або в'язких рідин.[7] Сюди входять SalivaMAX [Архівовано 18 жовтня 2017 у Wayback Machine.], вода, штучні слини (на основі муцину, карбоксиметилцелюлози) та інші речовини (молоко, рослинна олія):
  - Муцин Спрей: проведено 4 дослідження впливу Муцин Спрею на ксеростомію, загалом немає жодних вагомих доказів, які свідчать про те, що Муцин Спрей є більш ефективним, ніж плацебо для зменшення симптомів сухості у роті.
  - Муцин Льодяник: тільки 1 дослідження (Gravenmade 1993) було завершена щодо ефективності «Муцин Льодяник». Незважаючи на те, що воно оцінювалося як таке, що має високий ризик упередженості, воно показало, що «Муцин Льодяник» виявився неефективним порівняно з плацебо.
  - Мукоадгезивний Диск: ці диски приклеюються до піднебіння і містять мастильні речовини, ароматизатори та деякі антимікробні засоби. Одне дослідження (Kerr 2010) оцінило їх ефективність щодо плацебо-диска. Як не дивно, пацієнти обох груп (плацебо та справжній диск) повідомили про суб'єктивне підвищення вологості ротової порожнини. Про побічні ефекти не повідомлялося. Необхідно провести більше досліджень у цій галузі до того, як будуть зроблені висновки.
- Гель і зубна паста Biotene: завершено одне випробування (Epstein 1999) щодо ефективності гелю та зубної пасти Biotene Oral Balance. Результати показали, що продукти Biotene були «ефективнішими за контроль та зменшували сухість у роті при прокиданні».
- Стимулятори слини — органічні кислоти (аскорбінова кислота, яблучна кислота), жувальна гумка, парасимпатоміметичні препарати (складні ефіри холіну, наприклад, пілокарпін гідрохлорид, інгібітори холінестерази) та інші речовини (ментолові цукерки без цукру, нікотинамід). Ліки, що стимулюють вироблення слини, традиційно приймаються оральні таблетки хоча деякі стимулятори слини також можна знайти у формі зубних паст. Льодяники, які розмоктують у роті, а потім ковтають, стають все більш популярними. Ці льодяники м'які і ніжні, існує думка, що їх тривалий контакт зі слизовою ротовою оболонкою механічно стимулює вироблення слини.
  - Пілокарпін: дослідження Taweechaisupapong у 2006 р. не показало «статистичного значущого покращення сухості у роті та вироблення слини порівняно з плацебо» при призначенні пілокарпінових льодяників.
  - Фізостигміновий гель: дослідження, проведене Knosravini в 2009 році, показало зменшення сухості в роті та збільшення слиновиділення у 5 разів після лікування фізостигміном.
  - Жувальна гумка збільшує вироблення слини, але немає надійних доказів того, що вона покращує симптоми сухості в роті.
  - Кокранівська група здоров'я органів ротової порожнини зробила висновок, що «недостатньо доказів для визначення того, чи є пілокарпін або фізостигмін» ефективним методом лікування ксеростомії. Потрібні додаткові дослідження.
  - Жувальна гумка Дентірол (ксилітол): дослідження Рісхайма в 1993 році показало, що коли суб'єкти приймали 2-5 пластинок гумки щодня, суб'єктивне полегшення симптомів сухості у роті спостерігалося приблизно у 1/3 учасників, але без змін показника стимульованого слиновиділення .
  - Льодяники Профілін (ксиліт/сорбіт): дослідження Рісхайма в 1993 році показало, що коли суб'єкти приймали 1 льодяник 4-8 разів щоденно, це давало суб'єктивне полегшення симптомів сухості у роті приблизно у 1/3 учасників, але не змінювало показник стимульованого слиновиділення.

Замінники слини можуть полегшити ксеростомію, але, як правило, не покращують інших проблем, пов'язаних з дисфункцією слинних залоз.  
Парасимпатоміметики (стимулятори слиновиділення), такі як пілокарпін, можуть покращити симптоми ксеростомії та інші проблеми, пов'язані з дисфункцією слинних залоз, але докази для лікування променево-індукованої ксеростомії обмежені.
І стимулятори, і замінники певною мірою полегшують симптоми. Стимулятори слиновиділення, ймовірно, корисні лише людям, які мають мінімально визначувальну функцію слиновиділення.
Систематичний огляд, що охопив 36 рандомізованих контрольованих досліджень для лікування сухості у роті, виявив, що не існує жодних вагомих доказів, які б припускали, що конкретна місцева терапія є ефективною. У цьому огляді також зазначено, що можна очікувати, що місцеве лікування надасть лише короткочасні ефекти, які є оборотними. Огляд повідомляє про обмежені докази того, що спрей оксигенованого триефірного гліцерину був більш ефективним, ніж електролітні спреї. Жувальна гумка без цукру збільшує вироблення слини, але немає надійних доказів того, що вона покращує симптоми. Крім того, немає чітких доказів, які дозволяють припустити, чи є жувальна гумка більш-менш ефективною в якості лікування. Існує припущення, що оральні пристрої та інтегровані системи догляду за ротовою порожниною можуть бути ефективними у зменшенні симптомів, але бракує вагомих доказів.
Систематичний огляд лікування променевої ксеростомії парасимпатоміметиками, виявив, що існують обмежені докази на підтримку використання пілокарпіну. Було запропоновано провести випробування препарату у зазначеній вище групі (у дозі 5 мг три рази на день, щоб мінімізувати побічні ефекти) за відсутності протипоказань. Поліпшення може тривати до дванадцяти тижнів. Однак пілокарпін не завжди успішний у покращенні симптомів ксеростомії. В огляді також було зроблено висновок, що існує мало доказів на підтвердження використання інших парасимпатоміметиків цієї групи.
Інший систематичний огляд показав, що є деякі низькоякісні докази, які дозволяють припустити, що аміфостин запобігає відчуттю сухості в роті або зменшує ризик помірної та важкої променевої ксеростомії (з хіміотерапією або без неї) у короткостроковому (закінчення променевої терапії) до середньостроковому (три місяці післярадіотерапії) періоді. Але менш зрозуміло, чи підтримується цей ефект до 12 місяців після радіотерапії.
В огляді 2013 року, де було розглянуто немедикаментозні втручання, було відмічено відсутність доказів ефективності електростимуляції або голковколювання у лікуванні ксеростомії.

## Епідеміологія
Ксеростомія — дуже поширений симптом. Консервативна оцінка поширеності становить близько 20 % у загальній популяції, при цьому частіше у жінок (до 30 %) та у людей похилого віку (до 50 %). Оцінки поширеності стійкого синдрому сухого рота коливаються в межах від 10 до 50 %.

## Історичні аспекти
Ксеростомія використовувалася як тест для виявлення брехні, що спирається на емоційне гальмування слиновиділення.

## Дивитися також
- Ксероз (сухість шкіри)